# Tournières
Tournières település Franciaországban, Calvados megyében. Lakosainak száma 147 fő (2022. január 1.). Tournières Le Molay-Littry, Sainte-Marguerite-d’Elle, Saint-Martin-de-Blagny és Cerisy-la-Forêt községekkel határos.

## Népesség
A település népessége az elmúlt években az alábbi módon változott:
| Lakosok száma | 213  | 188  | 184  | 176  | 160  | 153  | 152  | 152  | 149  | 147  |
|               | 1968 | 1982 | 1990 | 2006 | 2013 | 2015 | 2017 | 2019 | 2020 | 2022 |